# Predestinare în islam
Predestinarea în islam (în arabă قدر, transliterat: qadar, „predestinare”, „destin”, „soartă”) este unul dintre cele șase articole de credință, cu rădăcini în Coran și în tradițiile profetice (ḥadīṯ), alături de credința în unicitatea lui Dumnezeu (at-tawḥīd), credința în îngeri (al-malā՚ika), credința în Cărțile Sfinte trimise de Dumnezeu (al-kutub), credința în profeți (an-nubūwwa), credința în Ziua Judecății și în Viața de Apoi (al-՚āḫira). Conform principiului predestinării, Allah cunoaște tot ceea ce se va întâmpla și nimic nu are loc fără voia Sa.
Termenul arab (qadar), literalmente desemnează înțelesuri asociate „măsurării”, „estimării”, „evaluării”. Adesea, se regăsește alături de „qaḍā՚”, având sensul de „sentință divină”. În Coran, Dumnezeu este descris în diferite forme care derivă din rădăcina q-d-r („a avea putere”, „a decreta”, „a ordona”, „a decide”), „Dumnezeu are putința (qādir) să pogoare un semn”.
Astfel, conform viziunii sunnite, tot ceea ce există pe lume, incluzând toate evenimentele trecute, prezente și viitoare sunt supuse științei și voinței lui Dumnezeu. Mai mult decât atât, o tradiție profetică afirmă faptul că tot ceea ce s-a întâmplat și urmează a se produce a fost scris pe o plăcuță (al-Lawḥ al-Maḥfūẓ), înainte de începuturile creației: detalii despre durata și calitatea vieții unei persoane, precum și faptele pe care urmează să le facă. Această plăcuță este menționată și în Coran: „Acesta este un preaslăvit Coran de pe Tabla Păstrată!”
Ortodoxia musulmană invocă diverse versete coranice pentru a justifica credința în predestinare, precum:
„Slăvește numele Domnului tău, Prea-Înaltul, Cel ce plăsmuiește și șlefuiește, Cel ce sortește și călăuzește, Cel ce pășunea o face ivită, și o preface apoi în fâneață înnegrită.”
„Noi am creat totul cu măsură.”
‘‘Nici o nenorocire nu atinge pământul și nici pe voi înșivă fără ca aceasta să nu fie scrisă într-o Carte, înainte chiar de a fi descătușat-o. Aceasta Îi este lesne lui Dumnezeu!”

## Controverse
Controversele în privința acestui subiect s-au învârtit în jurul întrebării centrale lansate de savanții musulmani, anume: în ce măsură deciziile lui Dumnezeu se extind asupra credinței individuale. 
În general, în viziunea ortodoxiei sunnite, nu a existat niciun dubiu despre faptul că Dumnezeu este unicul creator a tot ceea ce există, indiferent că este pozitiv sau negativ; de asemenea, este un adevăr general acceptat printre aceștia faptul că El are putere asupra întregii Sale creații, fiind atotștiutor și guvernând toate faptele omului. Astfel, Dumnezeu poate decide aspecte precum durata vieții omului. Totuși, neînțelegerile au apărut în privința întrebării fundamentale, în ce măsură Divinitatea i-a oferit omului o voință proprie și o rațiune care să îi permită să realizeze fapte pentru care poate fi răsplătit sau pedepsit, întrucât acest lucru ar fi avut un impact asupra calității sale de credincios sau de necredincios.

## Istoric
În epoca omeiadă (661-750 d.Hr.), problema predestinării și-a asumat și o anumită relevanță politică, având în vedere faptul că dinastia în cauză dorea să își apere pe cât putință poziția de calif, prin invocarea doctrinei qadariyya, susținând faptul că mulțumită voinței lui Dumnezeu se află la putere și orice opoziție sau contestare a autorității acestora ar fi implicat sfidarea ordinului divin.

### QadariyyașiĞabariyya
În acest context, două facțiuni își fac simțită prezența, Ahl al-Qadar sau Qadariyya – adepți ai liberului arbitru – și, la polul opus, Ğabariyya – susținători ai teoriei predeterminării. Printre qadariți, se remarcă Maՙbad al-Ğuhanī (d. 699 d.Hr.), fiind una dintre primele personalități care teoretizează doctrina acestei școli. O altă figură de o importanță centrală este Ġaylān al-Dimašqī (d. 743 d.Hr.).  Cei doi se opun autorității omeiade, recurgând la ideologia liberului arbitru pentru a pune la îndoială dreptul califilor de a comite abuzuri.
Printre adepții școlii ğabariyya se numără personaje precum Ğahm ibn Ṣafwān (d. 746 d.Hr.), fiind chiar liderul acestei mișcări. Conform acestuia, omul acționează sub o constrângere absolută și nu are libertatea de a lua propriile decizii, motiv pentru care, cuvinte precum „creator” nu pot fi folosite pentru a descrie un individ, întrucât Dumnezeu este unicul creator al universului și al faptelor umane.  Totodată, oamenii se comportă precum niște obiecte neînsuflețite, astfel, acțiunile sale pot fi descrise într-un mod similar „pomului care a făcut fructe, apei care curge, pietrei care s-a mișcat și soarelui care a răsărit și a apus”,  fără a recurge la liberul-arbitru sau la vreo putere de decizie. Faptele acestora se supun în totalitate voinței lui Dumnezeu, la fel și răsplata sau pedeapsa implicită acestora.

### Muՙtazilismul
Muՙtazilismul, mișcare succesoare qadariyya, al cărei fondator este Wāṣil ibn ՙAṭā՚ (d. 748 d.Hr.), cunoscută pentru abordarea sa rațională a islamului, respinge ideea de predestinare, întrucât ar fi implicat renegarea principiului de nestrămutat al justiției divine. Cele două școli muՙtazilite, cea de la Basra, și cea de la Bagdad, sunt de acord în privința a două principii importante ordonate în jurul voinței și acțiunii, astfel, individul este capabil și liber să aleagă (voință), iar în legătură cu acțiunea (fiՙl), este apt să își ducă la capăt ideile decise fără constrângeri.  În viziunea adepților acestei școli religioase, nu ar fi drept ca Dumnezeu să stabilească faptele omului, pentru ca ulterior să îl răsplătească sau să îl pedepsească. Astfel, conform logicii impuse de justiția divină, oamenii trebuie să fie liberi și capabili să aleagă între a fi credincioși sau necredincioși. În consecință, ei susțin că Dumnezeu nu are nicio putere în ceea ce privește faptele unui om.  Pentru a își susține convingerile, recurg la versete din Coran precum: „Adevărul este de la Domnul nostru. Cine voiește, crede. Cine voiește, tăgăduiește.”
Cu alte cuvinte, argumentul invocat de muՙtaziliți împotriva determiniștilor, este faptul că, fără liber-arbitru, astfel de concepte precum obligație religioasă (taklīf) sau justiție divină (ՙadl) ar deveni lipsite de sens. Mai mult decât atât, prin promisiunea unei răsplăți sau a unei pedepse, Dumnezeu recunoaște în mod implicit capacitatea omului de a distinge, prin propria rațiune, între bine și rău.
O definiție lansată de Abū’l Huḏayl (d. 841 d.Hr.), liderul școlii muՙtazilite de la Basra, și de discipolii săi, o reprezintă realizarea unei distincții între acțiunile a căror modalitate este cunoscută de agent, precum lansarea unei săgeți sau emiterea unui sunet prin lovirea unui obiect, și cele a căror modalitate nu este cunoscută, precum plăcerea, durerea, foamea, știința, ignoranța, etc. Astfel, omul este doar autorul primului tip de acțiuni, Dumnezeu fiind responsabil pentru realizarea celei de a doua categorii. Acestă teorie a fost respinsă de școala muՙtazilită rivală de la Bagdad, reprezentată de Bišr ibn al-Muՙtamir (d. 825 d.Hr.), care afirmă faptul că omul este autorul tuturor acțiunilor sale.

### Alte opinii
Un fost lider muՙtazilit, Abū’l-Ḥasan al-Ašՙari (d. 935 d.Hr.), s-a dedicat, ulterior, renegării dogmelor muՙtazilite, în special a celor legate de liberul arbitru, întrucât, rațiunea umană, din punctul său de vedere, are niște limite clare. Omul nu poate înțelege motivele care stau la baza deciziilor lui Dumnezeu. Al-Ašՙari, alături de discipolii săi care aparțin școlii teologice pe care a fondat-o și care îi poartă numele (școala așՙarită), susțin omnipotența și suveranitatea absolută a lui Dumnezeu. În mod similar, și al-Ġazālī (d. 1111 d.Hr.) este de părere că nimic nu se poate întâmpla în univers fără intervenția directă a Divinității.
Personalități precum Ibn Hazm (d. 1064 d.Hr.), sau Ibn Taymiyya (d. 1328 d.Hr) afirmă faptul că, deși Dumnezeu este creatorul întregului univers, i-a oferit omului, într-o anumită măsură, abilitatea de a alege.
În mod similar, școala teologică fondată de al-Māturīdī (d. 944 d.Hr.), susține faptul că Dumnezeu este, într-adevăr, creatorul acțiunilor omului. Cu toate că acesta din urmă deține propria capacitate și voință de a acționa și este adevăratul autor al propriilor acțiuni, faptele lui se supun voinței lui Dumnezeu, lucrurile negative nefiind pe placul Său.

## Influențe externe
Având în vedere contactele cu teologii creștini din Damasc, adepții ideologiei qadariyya au fost adesea acuzați de faptul că au fost afectați de influențe creștine.  Drept exemplu, o scriere pusă pe seama episcopului Theodore Abū Qurra (d. 826 d.Hr.), discipol al marelui teolog al Bisericii Apusene, sfântul Ioan Damaschinul (d. 748 d.Hr.), relatează o dezbatere în privința controversatei teme a predestinării, între un musulman și un creștin.